# Fakt
Fakt (in italiano: "fatto") è un quotidiano in stile tabloid in lingua polacca pubblicato dalla società tedesca Axel Springer SE attraverso la sua controllata in joint-venture Ringier Axel Springer Polska (di proprietà di Ringier Axel Springer Media AG che appartiene all'editore svizzero Ringier e a quello tedesco-americano Axel Springer SE) ed è uno dei giornali più venduti nel paese.

## Storia e contenuti
Fakt è stato lanciato nell'ottobre 2003 dall'emissaria polacca della casa editrice tedesca Axel Springer AG,  Axel Springer Polska, e si ispira al tabloid tedesco di Springer Bild, il giornale più venduto in Europa. Come la sua controparte tedesca Bild, Fakt si caratterizza per il suo giornalismo di fascia bassa, spesso sensazionalista con un fascino populista. Tuttavia, politicamente è in generale centrista. Nel primo periodo il periodico ha sostenuto le politiche dell'ex primo ministro Kazimierz Marcinkiewicz; questi ha poi contribuito regolarmente scrivendo articoli su richiesta. Altri collaboratori regolari di articoli editoriali includono Tomasz Lis, un importante giornalista televisivo con ambizioni politiche, l'anchorman della TVN Kamil Durczok e l'ex editorialista di Rzeczpospolita Maciej Rybiński.
Atipico per un tabloid e in contrasto con il suo contenuto abituale, Fakt ha un supplemento settimanale intitolato Europa che contiene saggi intellettuali (non originali) di studiosi e intellettuali pubblici, tra cui per il 2006 si possono citare Niall Ferguson, Francis Fukuyama, Jürgen Habermas e Robert Kagan.
La sede di Fakt è a Varsavia.
La tiratura di Fakt era di 715 000 copie nel 2003, rendendolo il giornale più venduto nel paese. La sua tiratura era di 373 700 copie in Germania.

## Concorrenti
In breve tempo, Fakt ha sostituito l'esclusivo Gazeta Wyborcza come quotidiano più venduto in Polonia, mettendo sotto pressione anche Super Express, fino ad allora l'unico tabloid nazionale. L'editore di Gazeta Wyborcza Agora S.A. ha risposto con il lancio  di un altro giornale di fascia media, Nowy Dzień per competere direttamente con Fakt, ma il progetto fallì: Nowy Dzień uscì dal 14 novembre 2005 al 23 febbraio 2006.
Quando Fakt è stato lanciato al prezzo di 1 złoty , l'editore di Super Express MediaExpress ha accusato Springer di vendere il suo quotidiano a un prezzo di copertina inferiore ai suoi costi di produzione. Avendo perso la causa contro Springer, MediaExpress ha ridotto il prezzo di Super Express al livello di Fakt.

## Critiche
Come Bild e altri prodotti della stampa scandalistica, Fakt è stata oggetto di critiche riguardanti il suo stile di giornalismo da parte degli "osservatori dei media". Per due volte finora, l'Associazione dei giornalisti polacchi ha assegnato a Fakt il premio "Iena dell'anno" per "particolare mancanza di scrupoli e trascuratezza dei principi dell'etica del lavoro giornalistico": nel 2004, Fakt aveva pubblicato una fotografia che mostrava il cadavere nudo di una vittima di omicidio; nel 2005 aveva pubblicato la foto di una persona innocente con la didascalia "Questo molestatore sessuale è libero".